# 天貓弧
天貓弧是在2003年被發現的，並且在2003年10月成為宇宙中已知最熱的恆星誕生區域，他的赤道座標位置在08h 48m 48.76s+44° 55′ 49.6″。
它座落於天貓座，距離地球遠達120億光年 (Z=3.357))，比獵戶座大星雲遠800萬倍，並且亮100萬倍。它擁有100萬顆藍色恆星，而獵戶座大星雲只有4顆。
天貓弧是在系統化的搜尋星系團RX J0848+4456 (z=0.570)四周時，在距離45億光年的一個星系團(CL J0848.8+4455，Z=0,54) 重力透鏡的協助下發現的。其他參與搜尋的還有凱克天文台、哈伯太空望遠鏡和羅塞德望遠鏡。
距離120億光年遠的天貓弧位於北天的天貓座星系團後方，是有著非常熱的年輕恆星的星系團。天貓弧大約比獵戶座大星雲明亮100萬倍，也包含100萬顆藍色恆星，這是銀河系所擁有類似溫度恆星數量的兩倍。只有經由如此鄰近星系的重力透鏡才能看見，這個弧呈現宇宙早期的特徵，當時"恆星誕生的激烈風暴"是較為常見的。他可能只持續了很短暫的發光階段，或許只有數百萬年的時間(Fosbury et al, 2003, in pdf)。 
估計天貓弧的表面溫度大約是80,000K，大約是在我們附近恆星溫度的兩倍。目前認為只有在大爆炸之後直接形成的恆星 (第三族恆星) 才會有如此高的溫度 (120,000K)。我們觀測到的天貓弧是在宇宙年齡只有20億歲的時期，第一批恆星是在天貓弧之前18億年誕生的。